# Månresenärer

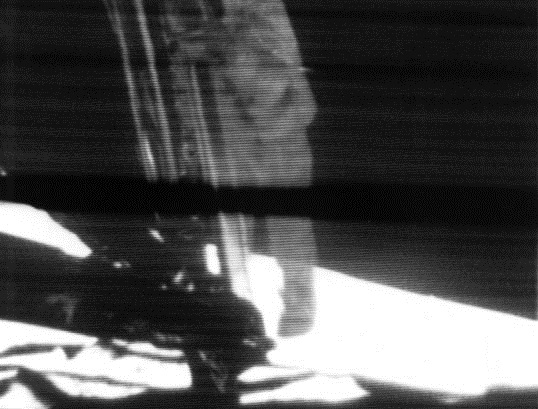
Neil Armstrong tar första steget på månen.

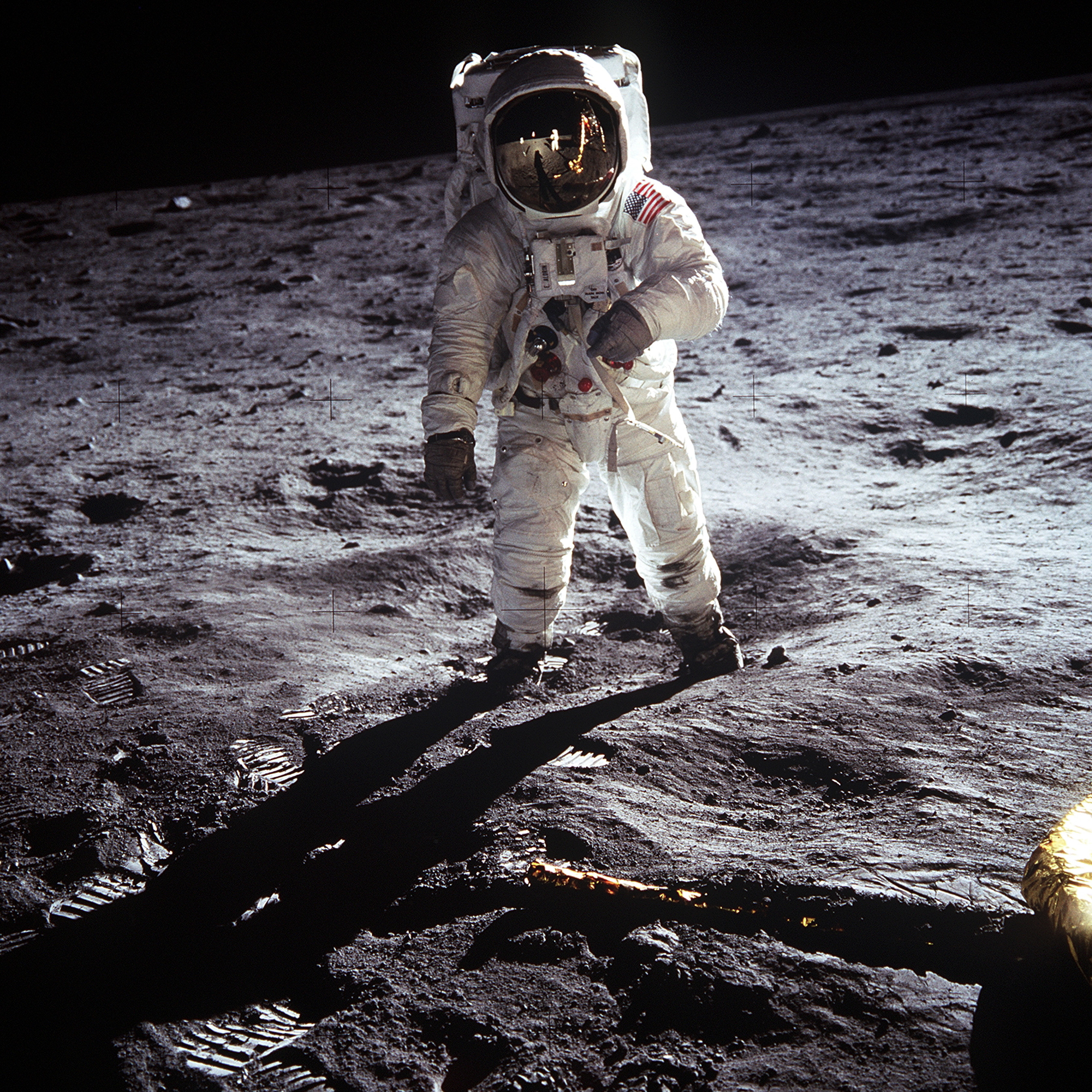
Buzz Aldrin vid första månlandningen.

Rymdfarare som har rest till månen – cirklat runt den eller gått på dess yta – är sammanlagt 24 personer. Av dessa har tre gjort det två gånger: Lovell, Young och Cernan. Samtliga månresenärer har gjort det genom Apolloprogrammet, och samtliga nio färder varade under en fyraårsperiod 21 december 1968–17 december 1972.
Den vistelse en rymdfarare gör utanför sin kapsel på månens yta kallas för månpromenad. Den engelska förkortning LEVA står för Lunar Extra Vehicular Activity – månaktivitet utom kapsel.

## Bemannade uppdrag till månen och runt jorden

### Personer som landat och gått på månens yta
| Uppdrag   | Astronaut (astronautgrupp) | Uppdragstid          | Månpromenadstid |
| --------- | -------------------------- | -------------------- | --------------- |
| Apollo 11 | Neil Armstrong (2)         | 16–24 juli 1969      | 2:31:40         |
| Apollo 11 | Buzz Aldrin (3)            | 16–24 juli 1969      | 2:31:40         |
| Apollo 12 | Charles P. Conrad (2)      | 14–24 nov 1969       | 7:45:18         |
| Apollo 12 | Alan L. Bean (3)           | 14–24 nov 1969       | 7:45:18         |
| Apollo 14 | Alan Shepard (1)           | 31 jan – 9 feb 1971  | 9:22:31         |
| Apollo 14 | Edgar Mitchell (5)         | 31 jan – 9 feb 1971  | 9:22:31         |
| Apollo 15 | David R. Scott (3)         | 26 juli – 7 aug 1971 | 18:34:46        |
| Apollo 15 | James B. Irwin (5)         | 26 juli – 7 aug 1971 | 18:34:46        |
| Apollo 16 | John W. Young (2)          | 16–27 april 1972     | 20:14:14        |
| Apollo 16 | Charles M. Duke (5)        | 16–27 april 1972     | 20:14:14        |
| Apollo 17 | Eugene A. Cernan (3)       | 7–19 dec 1972        | 22:03:57        |
| Apollo 17 | Harrison H. Schmitt (4)    | 7–19 dec 1972        | 22:03:57        |

### Personer som färdats runt månen men ej landat
| Uppdrag   | Astronaut (astronautgrupp) | Uppdragstid          |
| --------- | -------------------------- | -------------------- |
| Apollo 8  | Frank Borman (2)           | 21–27 december 1968  |
| Apollo 8  | Jim Lovell (2)             | 21–27 december 1968  |
| Apollo 8  | William Anders (3)         | 21–27 december 1968  |
| Apollo 10 | Thomas P. Stafford (2)     | 18–26 maj 1969       |
| Apollo 10 | John W. Young '*' (2)      | 18–26 maj 1969       |
| Apollo 10 | Eugene A. Cernan '**' (3)  | 18–26 maj 1969       |
| Apollo 11 | Michael Collins (3)        | 16–24 juli 1969      |
| Apollo 12 | Richard F. Gordon (3)      | 14–24 nov 1969       |
| Apollo 13 | Jim Lovell (2)             | 11–17 april 1970     |
| Apollo 13 | Jack Swigert (5)           | 11–17 april 1970     |
| Apollo 13 | Fred W. Haise (5)          | 11–17 april 1970     |
| Apollo 14 | Stuart Roosa (5)           | 31 jan – 9 feb 1971  |
| Apollo 15 | Alfred Worden (5)          | 26 juli – 7 aug 1971 |
| Apollo 16 | Thomas K. Mattingly (5)    | 16–27 april 1972     |
| Apollo 17 | Ronald E. Evans (5)        | 7–19 dec 1972        |

'*' Landade på månen med Apollo 16
'**' Landade på månen med Apollo 17

## Numera avlidna som varit runt månen

### Numera avlidna som har promenerat på månen
- James B. Irwin, Apollo 15, dog 8 augusti 1991, 61 år.
- Alan Shepard, Apollo 14, dog 21 juli 1998, 74 år.
- Charles P. Conrad, Apollo 12, dog 8 juli 1999, 69 år.
- Neil Armstrong, Apollo 11, dog 25 augusti 2012, 82 år.
- Edgar Mitchell, Apollo 14, dog 4 februari 2016, 85 år.
- Eugene A. Cernan, Apollo 10, Apollo 17, dog 16 januari 2017, 82 år.[1]
- John W. Young, Apollo 16, dog 5 januari 2018, 87 år.
- Alan L. Bean, Apollo 12, dog 26 maj 2018, 86 år [2]

### Numera avlidna som rest runt månen
- Jack Swigert, Apollo 13, dog 27 december 1982, 51 år.
- Stuart Roosa, Apollo 14, dog 12 december 1994, 61 år.
- Ronald E. Evans, Apollo 17, dog 6 april 1990, 56 år.
- Richard F. Gordon, Apollo 12, dog 6 november 2017, 88 år.
- Alfred Worden, Apollo 15, dog 18 mars 2020, 88 år.